# Lijst van Tweede Kamerleden 1946-1948

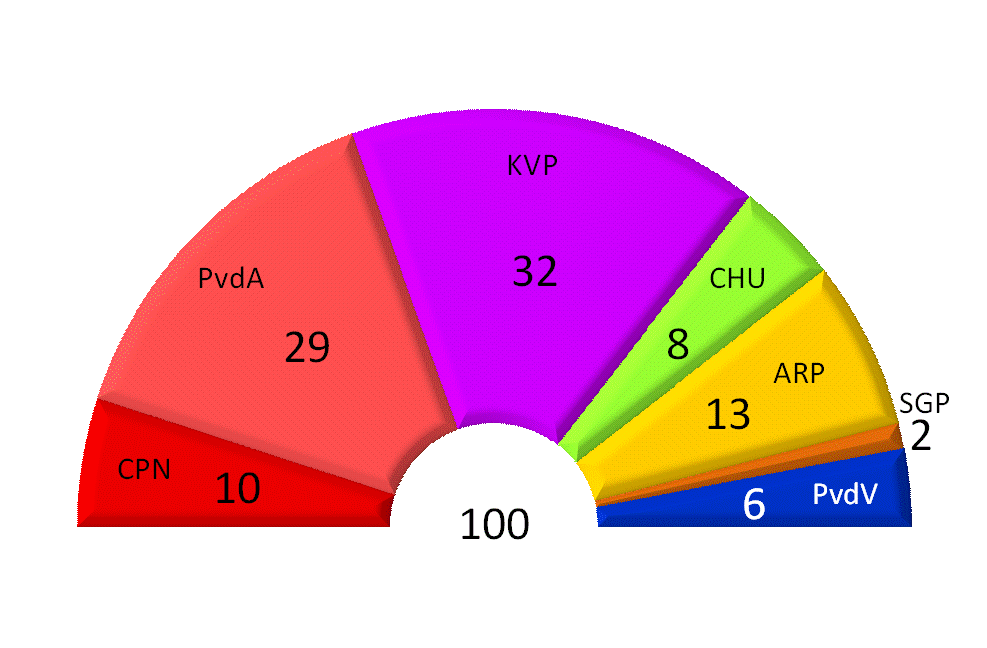
Zetelverdeling Tweede Kamer 1946-1948.

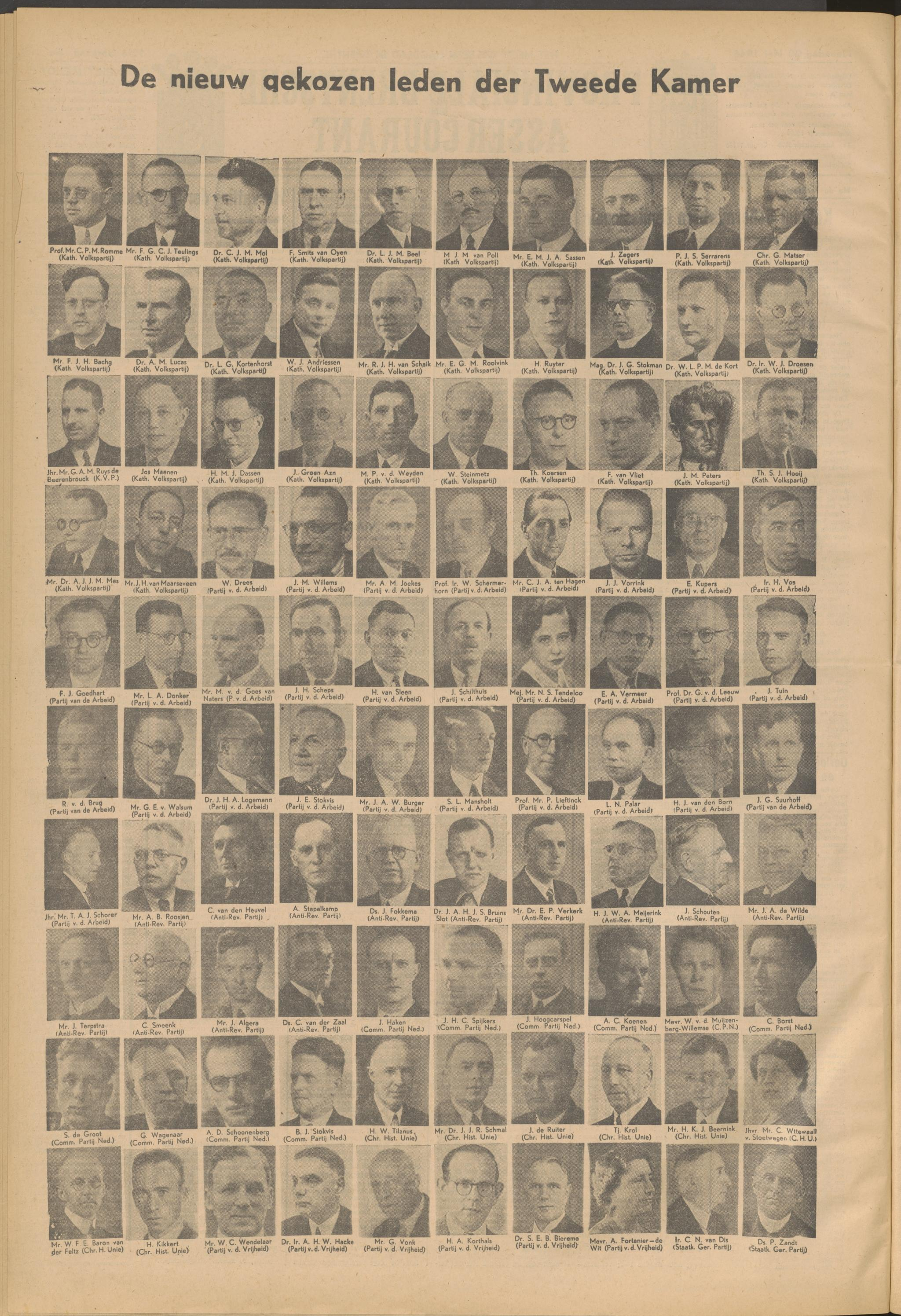

De samenstelling van de Tweede Kamer der Staten-Generaal 1946-1948 biedt een overzicht van de Tweede Kamerleden in de periode tussen de Tweede Kamerverkiezingen van 17 mei 1946 en de Tweede Kamerverkiezingen van 7 juli 1948. De regering werd in juli 1946 gevormd door het kabinet-Beel I. De zittingsperiode ging in op 4 juni 1946. Er waren 100 Tweede Kamerleden.
De partijen staan in volgorde van grootte. De politici staan in alfabetische volgorde, uitgezonderd de fractieleider, die telkens vetgedrukt als eerste van zijn of haar partij vermeld staat.

## Gekozen bij de verkiezingen van 17 mei 1946

### KVP (32 zetels)
- Carl Romme, fractievoorzitter
- Jan Andriessen
- Franciscus Joannes Herman Bachg
- Louis Beel
- Huub Dassen
- Willem Jozef Droesen
- Jacobus Groen Azn.
- Theo Hooij
- Joseph Johan Wilhelm IJsselmuiden[1]
- Theo Koersen
- Wim de Kort
- Rad Kortenhorst
- Anton Lucas
- Johannes Henricus van Maarseveen
- Jos Maenen
- Chris Matser
- Aloys Joan Joseph Maria Mes[2]
- Chris Mol[3]
- Jan Mathijs Peters
- Max van Poll
- Eugenius Gerardus Maria Roolvink
- Gustave Alexander Marie Joannes Ruijs de Beerenbrouck
- Maan Sassen
- Josef van Schaik
- Jos Serrarens
- Frans Smits van Oyen
- Willem Steinmetz
- Siegfried Stokman
- Frans Teulings
- Frans van Vliet
- Martien van der Weijden
- Jos Zegers

### PvdA (29 zetels)
- Marinus van der Goes van Naters, fractievoorzitter
- Henk van den Born
- Rintje van der Brug
- Jaap Burger
- Leendert Antonie Donker
- Willem Drees
- Kees ten Hagen
- Dolf Joekes
- Evert Kupers[3]
- Gerard van der Leeuw
- Piet Lieftinck
- Kees van Lienden
- Johann Heinrich Adolf Logemann
- Sicco Mansholt
- Nico Palar
- Siep Posthumus[1]
- Johan Scheps
- Wim Schermerhorn
- Jan Schilthuis
- Harm van Sleen
- Jo Stokvis
- Corry Tendeloo[3]
- Jan Tuin
- Evert Vermeer
- Koos Vorrink
- Hein Vos
- Gerard van Walsum
- Joan Willems
- Louis Zimmerman[1]

### ARP (13 zetels)
- Jan Schouten, fractievoorzitter
- Jacob Algera
- Sieuwert Bruins Slot
- Jan Fokkema
- Chris van den Heuvel
- Hendrik Johan Wilhelm Adriaan Meijerink
- Anton Roosjen
- Chris Smeenk
- Antoon Stapelkamp
- Jan Terpstra
- Ep Verkerk
- Jacob Adriaan de Wilde
- Cornelis van der Zaal

### CPN (10 zetels)
- Gerben Wagenaar, fractievoorzitter
- Cor Borst
- Paul de Groot
- Jan Haken
- Jan Hoogcarspel
- Dries Koenen
- Brecht van den Muijzenberg-Willemse
- Fred Schoonenberg
- Jef Spijkers
- Benno Stokvis

### CHU (8 zetels)
- Hendrik Tilanus, fractievoorzitter
- Henk Beernink
- Willem van der Feltz
- Henk Kikkert
- Tjeerd Krol
- Jo de Ruiter
- Jan Schmal
- Christine Wttewaall van Stoetwegen

### PvdV (6 zetels)
- Steven Edzo Broeils Bierema, fractievoorzitter
- Jeanne Fortanier-de Wit
- Aart Hendrik Willem Hacke
- Floor den Hartog
- Henk Korthals
- Gijsbertus Vonk

### SGP (2 zetels)
- Pieter Zandt, fractievoorzitter
- Cor van Dis

## Bijzonderheden
- Henk Ruijter (KVP), Tjalling Aedo Johan Willem Schorer en Ko Suurhoff (beiden PvdA) namen hun verkiezing niet aan, Ruijter om gezondheidsredenen, Schorer vanwege zijn verkiezing tot lid van de Provinciale Staten van Zeeland. Hun opvolgers Siep Posthumus (PvdA), Joseph Johan Wilhelm IJsselmuiden (KVP), Louis Zimmerman (beiden PvdA) werden respectievelijk op 6 juni, 23 juli en 19 september 1946 geïnstalleerd.

## Tussentijdse mutaties

### 1946
- 2 juli: Louis Beel (KVP) nam ontslag vanwege zijn benoeming tot minister in het kabinet-Beel I. Zijn opvolger Willem Hubertus Johannes Derks werd op 17 september dat jaar geïnstalleerd.
- 3 juli: Johannes Henricus van Maarseveen (KVP) nam ontslag vanwege zijn benoeming tot minister in het kabinet-Beel I. Zijn opvolger Harrie van der Zanden werd op 16 augustus dat jaar geïnstalleerd.
- 4 juli: Willem Drees (PvdA) nam ontslag vanwege zijn benoeming tot minister in het kabinet-Beel I. Zijn opvolger Geert Ruygers werd op 25 juli dat jaar geïnstalleerd.
- 8 juli: Piet Lieftinck (PvdA) nam ontslag vanwege zijn benoeming tot minister in het kabinet-Beel I. Zijn opvolger Coen Deering werd op 23 juli dat jaar geïnstalleerd.
- 9 juli: Gerard van der Leeuw en Hein Vos (beiden PvdA) namen ontslag, de eerste vanwege zijn benoeming tot hoogleraar aan de Rijksuniversiteit van Groningen, de tweede vanwege zijn benoeming tot minister in het kabinet-Beel I. Hun opvolgers Anne Vondeling en Gerard Nederhorst werden op respectievelijk 25 juli en 16 augustus dat jaar geïnstalleerd.
- 18 juli: Sicco Mansholt (PvdA) vertrok uit de Tweede Kamer vanwege zijn benoeming tot minister in het kabinet-Beel I. Zijn opvolger Wim Thomassen werd op 31 juli dat jaar geïnstalleerd.
- 13 september: Max van Poll (KVP) nam ontslag vanwege zijn aanstelling tot lid van de Commissie-Generaal voor Nederlands-Indië. Zijn opvolger Nico Schuurmans werd op 30 oktober dat jaar geïnstalleerd.
- 14 september: Wim Schermerhorn (PvdA) nam ontslag vanwege zijn aanstelling tot lid van de Commissie-Generaal voor Nederlands-Indië. Zijn opvolger Frans Goedhart werd op 8 oktober dat jaar geïnstalleerd.
- 9 oktober: Louis Zimmerman (PvdA) vertrok uit de Tweede Kamer. Zijn opvolger Ko Suurhoff werd op 24 oktober dat jaar geïnstalleerd.
- 15 oktober: Jo Stokvis (PvdA) vertrok uit de Tweede Kamer. Zijn opvolger Henk Hofstra werd op 30 oktober dat jaar geïnstalleerd.
- 19 oktober: Chris Matser (KVP) nam ontslag vanwege zijn benoeming tot burgemeester van Arnhem. Zijn opvolger Ben Engelbertink werd op 30 oktober dat jaar geïnstalleerd.
- 6 december: Nico Schuurmans (KVP) vertrok uit de Tweede Kamer. Zijn opvolgster Netty de Vink werd op 18 september 1947 geïnstalleerd.

### 1947
- 21 juli: Nico Palar (PvdA) nam ontslag uit onvrede met het militair optreden in Indonesië. Zijn opvolger Nico Stufkens werd op 10 september dat jaar geïnstalleerd.
- 7 oktober: Johann Heinrich Adolf Logemann (PvdA) vertrok uit de Tweede Kamer vanwege zijn benoeming tot hoogleraar aan de Rijksuniversiteit van Leiden. Zijn opvolger Jaap le Poole werd op 5 november dat jaar geïnstalleerd.
- 4 december: Frans Smits van Oyen (KVP) nam ontslag vanwege zijn benoeming tot voorzitter van de Coöperatieve Zuid-Nederlandse Zuivelbond. Zijn opvolger Jos Sweens werd op 23 december dat jaar geïnstalleerd.

### 1948
- 28 januari: de Partij van de Vrijheid (PvdV) veranderde van naam en heette vanaf dan de Volkspartij voor Vrijheid en Democratie (VVD).